# Топонимия Норвегии

Административное деление Норвегии

Топонимия Норвегии — совокупность географических названий, включающая наименования природных и культурных объектов на территории Норвегии. Структура и состав топонимии страны обусловлены её географическим положением, этническим составом населения и богатой историей.

## Название страны
Название страны происходит от древнескандинавского Norreweg — «северный путь», которое первоначально относилось к прибрежному морскому пути, по которому норманны выходили в северные моря. Впоследствии этим названием стали обозначать западное побережье Скандинавского полуострова вдоль морского пути, а затем и возникшее здесь государство. Официальное название страны на обеих версиях норвежского языка (букмоле и нюношке) — Королевство Норвегия (букмол Kongeriket Norge, нюнорск Kongeriket Noreg).

## Формирование и состав топонимии
Характерная особенность топонимии Скандинавии — её поразительная устойчивость и консервативность. Это объясняется не только особенностями развития скандинавских языков, но и некоторыми общими чертами исторического развития — относительно медленным экономическим развитием, слабостью миграционных процессов, отсутствием завоеваний и вторжений других народов и т. д. Как отмечал А. Я. Гуревич, «наименования многих дворов, зафиксированные в наиболее ранних письменных источниках (саги, дипломы и др.) и подчас насчитывавшие уже ко времени записи этих памятников не один век своею существования, оказываются почти совершенно не изменившимися вплоть до новейшего времени».
Скандинавские названия большей части рек, форм рельефа и поселений отличаются глубокой древностью. Ещё в V—VI веках н. э., а, возможно, и раньше, возникли норвежские названия поселений на -вин (впоследствии трансформированные в -ин, -ен): Бьёргвин — Берген, а также на -хайм, -хем. Все они первоначально обозначали поселения рода или большой патриархальной семьи, причем первым элементом в этих названиях были личные имена. В основе названий на -вин — древнескандинавское виния («пастбище»). Поселения с такими названиями возникали, очевидно, на месте пастбищ и получали их имена. Названия на -хайм (-хем) также относятся в основном к дописьменному периоду (до X века) и происходят от общегерманскою термина со смысловым значением «обитель». Но позднее, став типовой топонимической моделью, такие названия появлялись в Германии. Примерно одного возраста с ними также названия на -сетр. Эта основа дала начало и ныне нарицательному географическому термину сетер, прилагаемому обычно только к берегам Северной Европы. Древним является и формант -стадир («место»). Позднейшего происхождения (ХI — XII вв.) формант -руд (риднинг — «расчистка»). Как типовая топонимическая модель она зафиксирована местами в Германии в форме -роде. Повсеместно названия с этим элементом указывают на процесс расчистки лесов и земледельческого освоения территории. Для норвежских топонимов характерно наличие в названиях дворов на -руд большого числа христианских имен, появившихся в Норвегии в результате распространения католицизма, что дает основание относить эти дворы ко времени не ранее XI века. Иногда названия на -руд указывают на профессию основателя поселения: Коппараруд (двор токаря), Скиннаруд (двор кожевника), Сутараруд (двор сапожника), Камбараруд (двор гребенщика) и т. д.. Древнескандинавский термин ангр («залив») входит в названия более 70 фьордов Норвегии — Варангер-фьорд («залив рыбной ловли»), Хардангер-фьорд и др..
Норвежские географические термины очень напоминают шведские: сун (пролив), берг (горы), даль (долина), фьельд (поле), вик (залив), стед (поселение) и т. д. В свою очередь, географические названия Норвегии очень похожи на шведские: Мольсэльв, Ленвик, Тувик, Норвик, Харстад, Сульстад, Сальтдаль, Ордаль и др. На севере Норвегии имеется также небольшой пласт финских названий: Лойноярви, Хапаранда, Парайоки, Елливаре и др. Смысловое значение большинства этих топонимов довольно хорошо раскрывается, несмотря на то, что многие слова, их образующие, уже вышли из употребления.
Названия, относящиеся, по классификации Жучкевича, к I группе (отображающие особенности природы) получили в Скандинавии широкое распространение. К ним относятся, например, Берген (горы), Озум (длинные песчаные холмы), Хелсинг (перешеек), Энгум (луг), Стенинг (каменное), Гёкхем (кукушкино), Хаслум (орешниковое), Хальдум (склон) и др. В древней топонимии Скандинавии хорошо представлены также названия II группы, отображающие особенности примитивного хозяйства древности:Игрпед (древнескандинавское название леса, используемого для плавки руды), Корнуи (зерновое, хлебное) и др. К древнейшей эпохе относятся и некоторые названия III группы: Тунхайм (тун — двор), Согне (центр прихода), Хем (очаг, приют) и др..
В скандинавских странах очень много названий культового происхождения, особенно древних, языческих: Тролльхеттан (тролли — мифические карлики), Ютунхеймен (йотун — мифический великан), Осло (ос — бог племени осов, лоо — прогалина) и др. Скандинавские страны обогатили географическую литературу такими широко известными терминами, как фьорд, фьельд, шхеры, озы, и рядом менее известных. Все эти термины характеризуют природную среду и нашли широкое применение для обозначения подобных явлений в других странах.

## Топонимическая политика
Топонимической политикой в стране занимается Норвежское управление картографии и земельного кадастра, созданное в 1773 году.